# Scorpaena cardinalis
Scorpaena cardinalis behoort tot de familie van schorpioenvissen. 
Deze soort komt voor in het westen van de Grote Oceaan met name rondom Australië en Nieuw-Zeeland. Vaak is hij voornamelijk te vinden op rotsachtige bodems. Zijn lengte bedraagt zo'n 18 cm.